# Skala Nezametnaja
Skala Nezametnaja (Transliteration von russisch Скала Незаметная Skala Nesametnaja, deutsch ‚Unauffälliger Felsen‘) ist eine Felsformation an der Küste des ostantarktischen Enderbylands. Sie ragt auf der Westseite des Kirkby Head auf. 
Russische Wissenschaftler benannten sie.